# محمد إزل (إكنيون)
محمد إزل هي إحدى مشيخات المملكة المغربية، تتبع جغرافيا لإقليم تنغير وإداريًا لإكنيون. يقدر عدد سكانها بـ 1835 نسمة حسب الإحصاء الرسمي للسكان والسكنى لسنة 2004.